# Distretto di Gyál
Il distretto di Gyál (in ungherese Gyáli járás) è un distretto dell'Ungheria, situato nella provincia di Pest.